# 莱谢勒 (阿登省)
莱谢勒（法語：L'Échelle，法語發音：[leʃɛl]）是法国大東部大區阿登省的一个市镇，属于沙勒维尔-梅济耶尔区。

## 地理
莱谢勒（49°48'1"N, 4°28'25"E）面积9.96 平方千米，位于法国大東部大區阿登省，该省份为法国北部内陆省份，西接埃纳省，南至马恩省，东临默兹省，北与比利时接壤。
与莱谢勒接壤的市镇（或旧市镇、城区）包括：布隆拜、索尔莫讷河畔沙特莱、拉瓦勒莫朗西、欧德里河畔鲁夫鲁瓦。

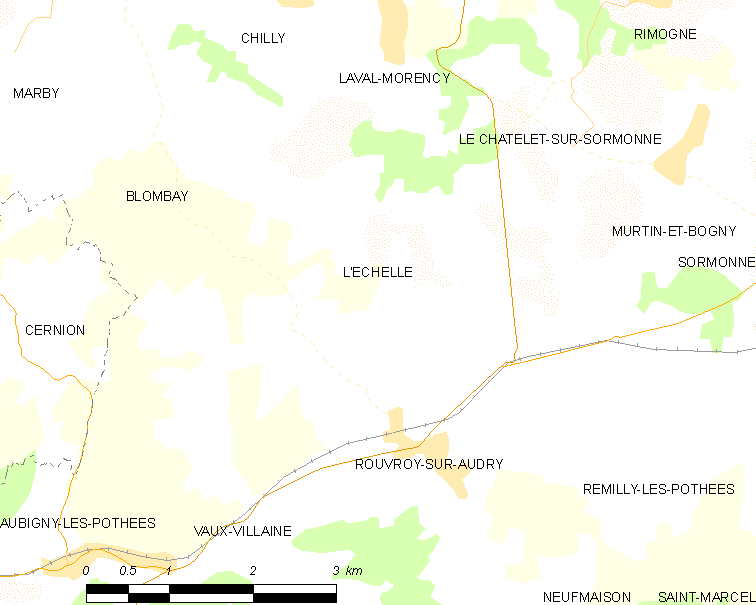
的OSM定位图

莱谢勒的时区为UTC+01:00、UTC+02:00（夏令时）。

## 行政
莱谢勒的邮政编码为08150，INSEE市镇编码为08149。

## 政治
莱谢勒所属的省级选区为锡尼拉拜县。

## 人口

1962-2008年间人口变化图示

莱谢勒于2022年1月1日时的人口数量为133人。